# Drepanocercus
Drepanocercus is een muggengeslacht uit de familie van de paddenstoelmuggen (Mycetophilidae).

## Soorten
- D. ensifer Vockeroth, 1980
- D. spinistylus Soli, 1993